# アフリカの遊園地の一覧
本項目はアフリカ大陸にある遊園地の一覧である。

## アルジェリア
- エキスポ・センター・パーク

## エジプト
- カイロ・ランド
- ドリーム・パーク
- ファンタジー・ランド（アレキサンドリア）
- マジック・ランド
- シンドバッド・シティ

## スーダン
- アル・モグラン遊園地（ハルツーム）

## チュニジア
- ハッピーランド
- ハンニバル・パーク（スース）

## ナイジェリア
- トランス遊園地（イバダン）

## ボツワナ
- ライオン・パーク

## 南アフリカ
- ウシャカ・マリン・ワールド（ダーバン）
- グレート・ウェスト・カジノ（ケープタウン）
- ゴールドリーフ・シティ（ヨハネスバーグ）
- シー・ポイント・プール（ケープタウン）
- マジック・カンパニー（ヨハネスバーグ）

## モロッコ
- シンドバッド・パーク（カサブランカ）